# Odeska Rada Obwodowa

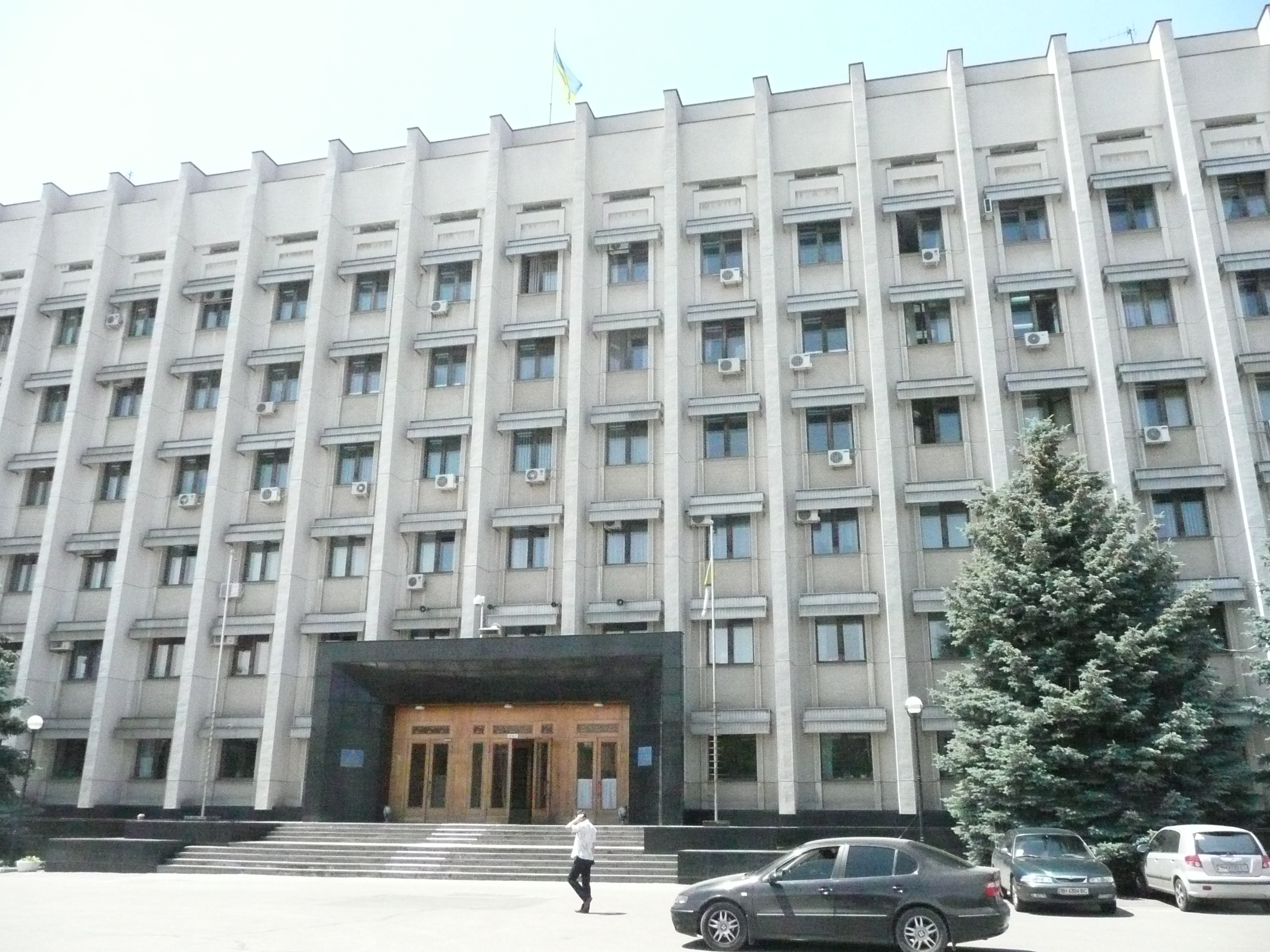
Budynek rady obwodowej

Odeska Rada Obwodowa (ukr. Одеська обласна рада) – organ obwodowego samorządu terytorialnego w obwodzie odeskim Ukrainy, reprezentujący interesy mniejszych samorządów – rad rejonowych, miejskich, osiedlowych i wiejskich, w ramach konstytucji Ukrainy oraz udzielonych przez rady upoważnień. Siedziba Rady znajduje się w Odessie.

## Przewodniczący Rady
- Rusłan Bodełan (od 5 kwietnia 1990 do 24 kwietnia 1998)
- Jurij Kazakow (od 24 kwietnia 1998 do 21 września 2000)
- Serhij Hrynewećkyj (od 21 września 2000 do 19 kwietnia 2002)
- Wołodymyr Nowaćkyj (od 19 kwietnia 2002 do 8 lutego 2005)
- Serhij Hrynewećkyj (od 8 lutego do 22 lipca 2005)
- Fedir Wład (od 22 lipca 2005 do 23 maja 2006)
- Mykoła Skoryk (od 23 maja 2006 do 16 listopada 2010)
- Mykoła Pundyk (od 16 listopada 2010 do 14 listopada 2013)
- Mykoła Tindiuk (od 14 listopada 2013 do 14 sierpnia 2014)
- Ołeksij Honczarenko (od 14 sierpnia 2014)